# Thy Light
Thy Light je brazilský black metalový projekt založený v roce 2005 ve městě Limeira hudebníkem Paolo Brunem (hraje v Desdominus, dříve v Dreamstate), texty píše Alex Witchfinder (ze skupiny Abske Fides). Tvorba se řadí do kategorie depressive suicidal black metal (DSBM, depresivní sebevražedný black metal). Logo je symetrické, stylové, písmeno L je zobrazeno jako stojan se třemi pohřebními svícemi, krajní písmena T jsou pojata jako větve, z nichž visí oprátky.
V roce 2007 vyšla první demonahrávka Suici.De.pression, první studiové album s názvem No Morrow Shall Dawn bylo vydáno v roce 2013.

## Diskografie

### Dema
- Suici.De.pression (2007, Suicide Propaganda Production, znovu vydáno v roce 2009)

### Studiová alba
- No Morrow Shall Dawn (2013, Pest Records)

### EP
- Thy Light (2021)

### Kompilace
- Compendium (2017)